# Coenosia subflavicornis
Coenosia subflavicornis este o specie de muște din genul Coenosia, familia Muscidae, descrisă de Hsue în anul 1981. Conform Catalogue of Life specia Coenosia subflavicornis nu are subspecii cunoscute.